# Drei Höfe
Drei Höfe é uma comuna da Suíça, situada no distrito de Wasseramt, no cantão de Soleura. Tem 4,56 km² de área e sua população em 2018 foi estimada em 746 habitantes.